# مدیریت مهندسی
مدیریت مهندسی (انگلیسی: Engineering management) شکل خاصی از مدیریت است که تمرکز آن بر استفاده از اصول مهندسی در کسب‌وکار معطوف می‌باشد.
طراحی مدیریت مهندسی، با هدف تربیت مدیران برای استفاده در صنایع مختلف انجام شده‌است، به گونه ای که این گرایش را میتوان چکیده مهندسی صنایع دانست، که برای فارغ التحصیلان سایر رشته های فنی و مهندسی طراحی شده‌است، تا بتوانند از طریق برنامه‌ریزی و بکارگیری این فنون، بهره وری سازمانها را ارتقاء بخشند.
مدیریت مهندسی شاخه‌ای از مهندسی صنایع گرایش تحلیل سیستم‌ها به‌شمار می‌آید.